# Dart Island State Park
Dart Island State Park ist ein State Park im US-Bundesstaat Connecticut auf dem Gebiet der Gemeinde Middletown. Das Gebiet ist nicht erschlossen und nicht markiert und nur per Boot zu erreichen. 1918 schenkte Russell Dart einen Acre Land dem State of Connecticut. Damit war der 15. State Park geboren. Noch 1924 war Dart Island State Park der kleinste State Park in den Vereinigten Staaten. Zunächst wurde die Fläche auf 0,8 Hektar vergrößert (1932, Connecticut Register and Manual), blieb in diesem Umfang aber für die nächsten 80 Jahre. In der Edition des Connecticut Register and Manual von 2012 erschien erstmals die vergrößerte Fläche von 7,7 ha, der heutigen Fläche.

## Geschichte
Dart Island State Park ist eine Sandbank im Connecticut River, wenige hundert Meter nördlich von Hurd State Park. Die Sandbank ist bewaldet mit "typischen Fluss-Bäumen wie Weide, Pappel und Rotahorn." Die Sandbank wurde früher von Blaufisch-Fischern benutzt, die dort einen Unterstand errichteten und ihre Angeln auslegten. Der hickory shad (Alosa mediocris) ist bekannt dafür, dass er in großen jährlichen Wanderungen den Connecticut River hinaufzieht. Der erste Acre Land wurde 1918 von Russell Dart geschenkt. Damit wurde er nach Bolton Notch State Park und Macedonia Brook State Park der 15. State Park von Connecticut und der kleinste State Park in den Vereinigten Staaten 1934 war der Park laut dem State Register and Manual, als das erste Mal die Parks aufgelistet wurden, um einen Acre gewachsen.
Middletowns Harbor Management Plan führt aus, dass Dart Island ein State Park nur dem Namen nach ist. Das Department of Environmental Protection sieht keinerlei Erschließung oder Nutzung vor. Dart Island State Park wurde allerdings schon von der Connecticut River Raft Race Inc. als Streckenpunkt des Connecticut River Raft Race, einer Wohltätigkeitsveranstaltung genutzt. Eine der Routen führte von der Arrigoni Bridge zum Dart Island State Park.

## Freizeitmöglichkeiten
Aufgrund seiner Abgelegenheit gibt es kaum Empfehlungen. Zu den möglichen Freizeitaktivitäten zählen Angeln, Vogelbeobachtung und Boot fahren. Der Connecticut River Guide von 1966 berichtete, dass es gute Camping-Stellen gab. Das A to Z of CT State Parks beschreibt den Park nur kurz und vermerkt, dass es keine Bootsrampen in erreichbarer Nähe gibt. An der Oaklum Dock Road ist die nächstgelegene Bootsrampe. Bei der Überprüfung 2012 wurde erwähnt, dass "mit Hilfe von Mückennetzen Sonnenbaden und Grillen auf der Sandbank am Rande des Parks möglich ist… auf einer nicht sonderlich interessanten und verbuscht aussehenden Insel".